# Piano nivale

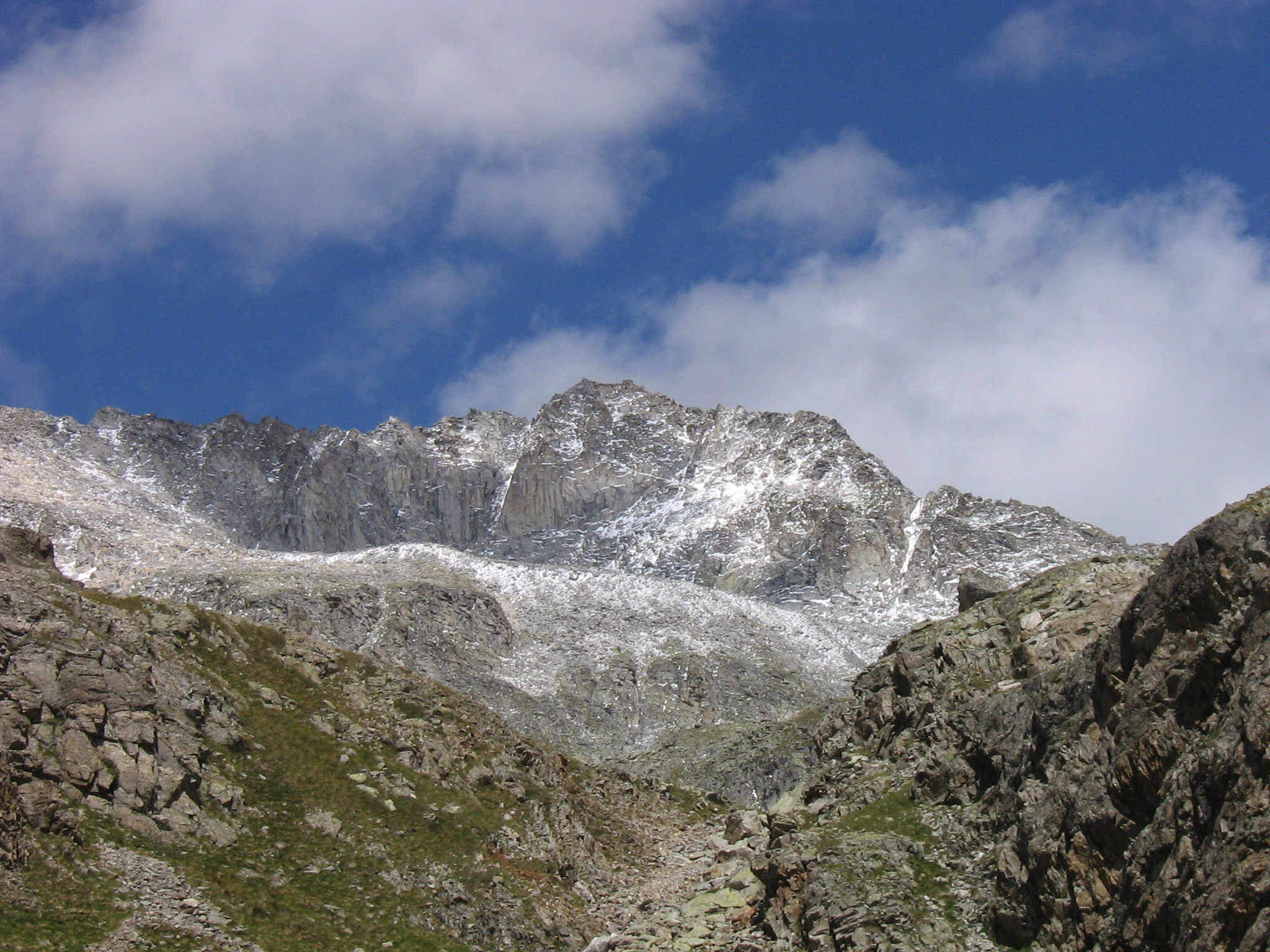
Il piano nivale: Crittogame e le estreme avanguardie delle erbacee

Il piano nivale è la più alta delle fasce (dette piani altitudinali) in cui vengono suddivise la vegetazione e la flora. Esso si estende dai 2600–3000 m s.l.m., sino alle cime. È pertanto un termine legato alla distribuzione altitudinale della vita vegetale. La vegetazione del piano nivale non va confusa con la vegetazione nivale, che concerne gli organismi vegetali che vivono nelle nevi perenni e sui ghiacciai.

## Caratteristiche generali

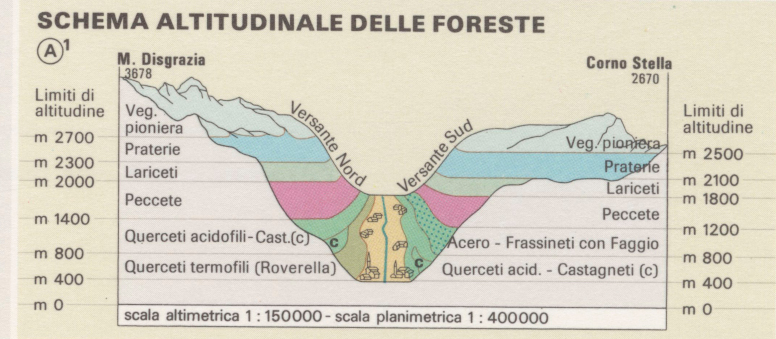
Schema altitudinale delle foreste

Il piano nivale corrisponde alla zona in cui il suolo viene ricoperto da nevi non perenni, che si sciolgono nei 2 - 3 mesi estivi, permettendo così alle varie specie di completare, seppur in brevissimo tempo, il loro ciclo vitale.
Le specie che popolano il piano nivale hanno la caratteristica di adattarsi alle più basse temperature, come le specie artiche della Tundra. Non vi è infatti una totale diversità tra la flora del piano nivale e quella delle terre sub-polari: il raffronto fra le due vegetazioni fornisce, in media e secondo i diversi studiosi, una percentuale di specie in comune pari al 20 - 30%.
Il limite del piano nivale è assai irregolare e variabile: le zone vegetate sono spesso separate, isolate, formando una copertura discontinua, rarefatta, a blocchi, a zolle o cuscinetti, localizzandosi in conche o vallette, o in piccoli appezzamenti a loro volta frammentati da rocce, pietraie, rivoli di deflusso. Luoghi, cioè, dove può formarsi un minimo di suolo, anche se embrionale e scheletrico, necessario all'attecchimento. Questa vegetazione è detta "ipsòfila" (dal greco ὕψος = altitudine, vetta e φιλεῖν = amare, cioè che ama l'altitudine).

## Orizzonti
Il piano nivale varia molto in altitudine e in spessore al mutare delle condizioni climatiche e, soprattutto, dell'esposizione. È possibile quindi definire il suo limite inferiore mediante una linea che corre più in basso rispetto all'orizzonte climatico che segna il limite delle nevi perenni. Tale linea prende il nome di orizzonte nivale e separa il piano nivale dal sottostante piano alpino. La sua individuazione necessita di osservazioni sulla morfologia generale e locale, sulle variazioni di esposizione al sole e sul microclima. Su un versante aprico (esposto cioè a sud) l'orizzonte nivale infatti è più elevato e la fascia delle nevi che si sciolgono ha maggior spessore. Invece su un versante bacìo (esposto cioè a nord) l'orizzonte nivale si trova assai più in basso, il piano nivale risulta sottile, e, in casi estremi, sparisce del tutto. Il piano nivale va quindi dall'orizzonte nivale a quello delle nevi perenni.
Il piano nivale può essere diviso in due fasce, o "piani secondari". Nel piano inferiore (da 2600 a circa 3600 m) abbondano le Fanerogame, mentre quello superiore (dai 3600 a oltre i 4000 m) è esclusivo dominio delle Crittogame. La linea ideale che, in modo del tutto irregolare, separa le due fasce è chiamata "orizzonte delle Tallofite" (o delle Crittogame) e si colloca, mediamente, attorno ai 3400 m.
In sintesi:
- 3600–4000 m. Orizzonte culminale o delle nevi perenni, limite delle Crittogame (a circa 4000 m)
  - Piano nivale superiore. Crittogame, muschi e licheni
- 3000–3600 m. Orizzonte delle tallofite, limite delle Fanerogame (intorno ai 3400 m di altitudine)
  - Piano nivale inferiore. Prati discontinui a zolle o cuscinetti: (curvuleti, elineti, firmeti)
- 2600–3000 m. Orizzonte nivale; limite superiore dei prati continui (intorno ai 2800 m di altitudine)

## Clima
Il piano nivale ha un clima freddo, con stagione invernale (settembre-maggio) perennemente sotto gli 0 °C, e si caratterizza per le grandi e improvvise variazioni ed escursioni termiche, specie nel breve periodo estivo (giugno-agosto), quando si giunge sino a 30° di differenza fra giorno e notte e 25° fra parti esposte al sole e parti in ombra. Ma poiché l'energia termica che giunge dal sole e che non viene dispersa nell'aria (circa il 50%) è molto abbondante, si incontrano sovente dei microclimi impensati. È dunque il luogo dei valori estremi e delle variazioni repentine.
L'irraggiamento solare è potente, sia nella gamma degli infrarossi che in quella degli ultravioletti (fra i 250 e i 350 nm), a causa della diminuzione di spessore dello strato di atmosfera filtrante, e quindi della pressione atmosferica (non vi è però diminuzione della percentuale di ossigeno, che comincia a rarefarsi solo oltre i 4500 m), e altrettanto elevata è anche la dispersione del calore. Tutto ciò genera diversi fenomeni fisico-chimici che interessano direttamente la fisiologia delle piante.
La temperatura massima (estiva), sempre di poco superiore agli 0°, può scendere all'improvviso anche di 10 - 15° per un annuvolamento o per l'arrivo di nebbia. Essa contrasta con la temperatura delle rocce e dei terreni ben esposti che può salire sino a 40°. A 3000 m la temperatura giornaliera estiva può oscillare tra i + 15 e i - 25°, mentre a 4000 m questi valori scendono a + 5 e - 35°.
A causa del vento e delle nubi o nebbie le variazioni repentine comprendono anche i valori dell'umidità relativa, che può passare dal 20 ad oltre il 100%, sempre in tempi brevissimi. Anche la ventosità è assai irregolare e subisce cambiamenti improvvisi di intensità, direzione, umidità e temperatura. Il vento costringe le piante ad assumere forme nane, prostrate, a cuscinetto (pulvini), a una riduzione della superficie fogliare e ad altri "accorgimenti" difensivi per evitare il disseccamento, l'eccesso di traspirazione, l'erosione e persino l'estirpazione. La coltre nevosa, anche di soli 15 – 20 cm, protegge invece dal freddo e dal vento, mantenendo la temperatura al suolo più alta di 8/10° rispetto a quella dell'aria, anche nel periodo invernale.

## Suoli
Le forti pendenze, la presenza di masse rocciose, di detriti, pietraie e rivoli di veloce deflusso lasciano poco spazio all'accumulo di terra e ai processi pedogenetici. Tuttavia, seppur in modo discontinuo e rarefatto, i suoli si formano. Sono suoli embrionali, spesso scheletrici (ricchi cioè di elementi litoidi e detti perciò "Litosuoli"), nei quali gli orizzonti pedologici si riducono a due: L'orizzonte "A1" e l'orizzonte "C", cioè solo il primo e l'ultimo della serie. L'A1 è, relativamente, ricco di humus, il C è la parte sfaldata della roccia madre, chimicamente aggredita ma non pedogenizzata.
Le basse temperature e il ghiaccio persistente facilitano l'accumulo di humus e la stabilità delle piccole lettiere, mentre il lento dilavamento delle rocce circostanti permette una buona concentrazione e varietà di sali minerali. Per contro, la decomposizione del materiale organico da parte dei batteri è ridotta a causa del freddo, con minore produzione di azoto.
L'elemento di maggiore importanza per la vegetazione alpina, è il pH del terreno, che varia a seconda dei due tipi fondamentali di substrati rocciosi: le rocce calcaree (basiche) e le rocce silicee (acide). Da queste derivano i due tipi fondamentali di suolo:
- suoli humus-carbonati (suoli neri): Rendzine, dalle proto-rendzine alle pech-rendzine;
- suoli humus-salicati (Mull o Mull-Rendzine, che possono evolvere in "Podsol alpini" neutri o scarsamente acidi).

Nei luoghi meno acclivi e nelle vallette nivali, dove l'acqua ristagna, si formano, a volte, dei suoli a "Pseudogley alpino"..
La reazione acida o basica dei suoli, che caratterizza le zone di roccia silicea o quelle di roccia calcareo-magnesiaca, influisce in modo determinante sulla vegetazione, che, nell'ambiente alpino è spesso drasticamente divisa in specie "calcofile", e quindi basofile (che non possono attecchire in suoli acidi) e in specie "calcofughe", cioè acidofile (che non possono insediarsi su suoli alcalini). Tipici esempi sono la Draba, la Genziana e il Rododendro, dei quali i suoli acidi (versanti silicei) accolgono le specie acidofile Draba hoppeana, Gentiana kochiana e Rhododendron ferrugineum, mentre i suoli basici (versanti calcarei e dolomitici) ospitano le specie calcofile "corrispondenti" o "vicarianti": Draba azoides, Gentiana clusii e Rhododendron hirsutum.

## Associazioni
Nonostante i pesanti limiti ambientali le specie del piano nivale sono più numerose di quanto si possa pensare e riescono a formare diverse Associazioni tipiche. Gli elementi che generano diversità di associazione possono essere ricondotti a tre:
1. differenze pedologiche (terreni o rocce calcaree e silicee, consistenza e tessitura del suolo, etc.)
2. differenze idrologiche (presenza di acqua nel terreno o negli interstizi rupestri, etc.)
3. differenze termiche (esposizione al sole più o meno prolungata e favorevole, escursione termica giornaliera e stagionale, etc.)

Le più frequenti associazioni del piano nivale:

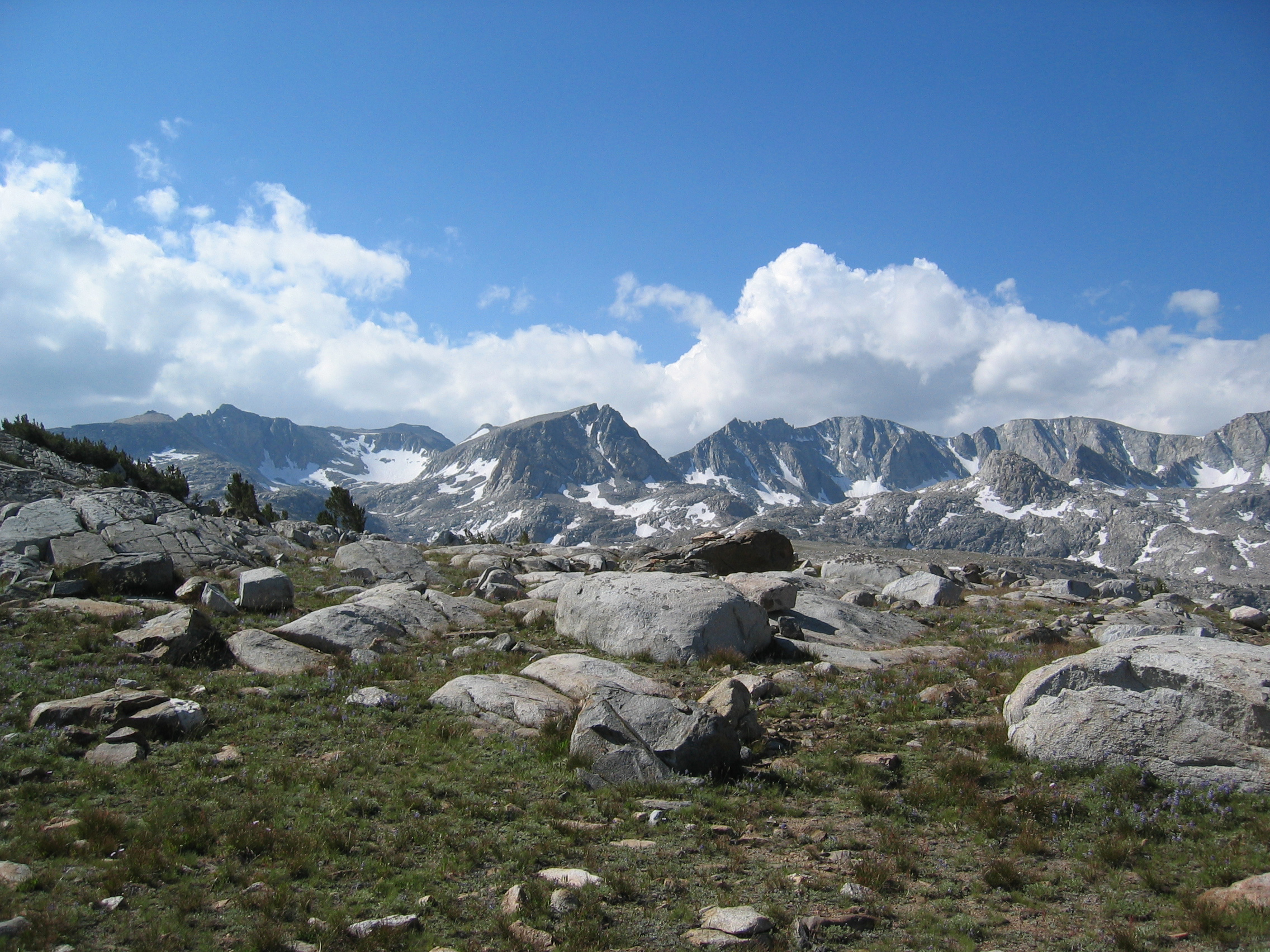
Prati magri e discontinui

- Salicetum herbaceae (da Salix herbacea, che Linneo chiamò "Arbor minima")
- Curvuletum o Caricetum curvulae (da Carex curvula) su suoli umidi neutri.
- Varietum o Caricetum variae (da Carex varia) prevalentemente su pendii calcarei.
- Caricetum sempervirentis (da Carex sempervirens)
- Caricetum firmae (da Carex firma)
- Festucetum halleri (da Festuca halleri)
- Elynetum myosuroidi (da Elyna myosuroides)
- Loiseleurietum procumbentis (da Loiseleuria procumbens)
- Polytrichetum sexangularis (da Polytrichum sexangularis)
- Androsacetum alpinae (da Androsace alpina) su suoli morenici sciolti.
- Oxyrietum digynae (da Oxyria digyna)
- Cerastietum peduncolati (da Cerastium peduncolatum)
- Luzoletum spadiceae (da Luzula spadicea) su suoli morenici compatti.
- Saxifragetum biflorae (da Saxifraga biflora)
- Trisetetum spicati (da Trisetum spicatum)
- Drabo-Saxifragetum biflorae (da Draba hoppeana e Saxifraga biflora)

## Specie

### Fanerogame
Occupano la fascia più bassa del piano nivale, quella compresa fra l'orizzonte nivale e l'orizzonte delle Tallofite. Ne sono state classificate circa 400 specie e varietà. Se ne dà qui un elenco delle più frequenti e rappresentative.
- Salix herbacea (Salicaceae)
- Erigeron uniflorus (Asteraceae)
- Senecio uniflorus (Asteraceae) - Senecio
- Gnaphalium supinum (Asteraceae) (dal greco γναφάιλλον = fiocco di lana)
- Doronicum chusii (Asteraceae)
- Chrisanthemum alpinum (Asteraceae) - Crisantemo alpino
- Achillea moschata (Asteraceae) - Achillea moscata
- Achillea nana (Asteraceae) - Achillea nana
- Adenostyles leucophylla (Asteraceae)
- Artemisia genipi e/o Artemisia glacialis (Asteraceae) - Genepì (dalla regina di Caria e ricercatrice medica Artemisia II. È usata per produrre l'omonimo liquore)
- Artemisia laxa (Asteraceae)
- Cardamine resedifolia (Cruciferae) (dal greco καρδάμμον = Crescione)
- Arabis coerulea (Cruciferae)
- Draba carinthiaca (Cruciferae) - Draba
- Draba rubia (Cruciferae)
- Draba hoppeana (Cruciferae)
- Thlaspi celtica (Cruciferae) - Tlaspide
- Agrostis alpina (Graminaceae) (dal greco αγρόστις = Gramigna)
- Agrostis rupestris (Graminaceae) - Gramigna rupestre
- Carex atrata (Cyperaceae) - Carice
- Elyna mysuroides (Graminaceae) - Elina
- Festuca halleri (Graminaceae) - Festuca
- Poa laxa (Graminaceae) - Fienarola di monte
- Trisetum spicatum (Graminaceae)
- Androsace pubescens (Primulaceae) - Androsace
- Androsace multiflora (Primulaceae)
- Androsace helvetica (Primulaceae)
- Primula hirsuta (Primulaceae) - Primula alpina
- Soldanella minima (Primulaceae) - Soldanella di monte
- Campanula cenisia (Campanulaceae) - Campanula alpina
- Phyteuma scheuchzeri (Campanulaceae) - Fiteuma
- Phyteuma hemisphericum (Campanulaceae)
- Phyteuma humile (Campanulaceae)
- Gentiana bavarica (Gentianaceae) - Genziana della Baviera
- Sieversia montana (Gentianaceae)
- Sieversia reptans (Gentianaceae)
- Sieversia acaulis (Gentianaceae)
- Saxifraga oppositifolia (Saxifragaceae)  (dal latino saxum frangere)
- Saxifraga retusa (Saxifragaceae)
- Saxifraga exarrata (Saxifragaceae)
- Saxifraga seguieri (Saxifragaceae)
- Cerastium latifolium (Caryophyllaceae) (dal greco κεράστος = cornuto)
- Cherleria sedoides (Caryophyllaceae)
- Silene exscapa (Caryophyllaceae) - Silene
- Minuartia aretioides (Caryophyllaceae) - Minuarzia
- Potentilla crantzii (Rosaceae) - Millefoglie
- Potentilla caulescens (Rosaceae) - Millefoglie pendula
- Luzula spicata (Juncaceae) - Luzula
- Luzula lutea (Juncaceae)
- Eritrichium nanum (Boraginaceae) - Non-ti-scordar-di-me nano
- Euphrasia minima (Santalaceae) - Eufrasia nana
- Sedum alpestre (Crassulaceae) - Sedum alpino
- Oxyria digyna (Polygonaceae)
- Veronica alpina (Scrofulariaceae) - Veronica alpina
- Juniperus nana (Cupressaceae) - Ginepro nano
- Epilobium fleisheri (Enoteraceae) - Epilobio o Camenerio
- Eriophorum alpinum (Juncaceae) - Piumino  (igro-idrofila, vive in acquitrini e sulle sponde dei laghetti alpini)

Le specie sin qui elencate vivono sino a 3000 – 3500 m s.l.m. Quelle che seguono possono raggiungere e superare i 4000 m di quota e costituiscono la massima espressione di adattamento al clima freddo e alle condizioni più avverse causate dall'altitudine. (In assoluto, la specie che risulta sopravvivere più in alto è l'Arenaria bryophilla, rinvenuta sul Monte Everest a 6200 metri di quota)..
- Saxifraga aspera var. bryoides  (Saxifragaceae)
- Saxifraga bavarica (Saxifgagaceae)
- Saxifraga biflora (Saxifragaceae)
- Saxifraga moschata (Saxifragaceae)
- Saxifraga muscoides (Saxifragaceae)
- Ranunculus glacialis  (Ranuncolaceae) - Ranuncolo dei ghiacciai
- Poa alpina minor  (Graminaceae)
- Potentilla frigida  (Rosaceae)
- Phyteuma pedemontanum  (Campanulaceae)
- Linaria alpina  (Scrofulariaceae) - Cimbalaria
- Gentiana brachyphylla  (Gentianaceae) - Genziana a foglie corte o Genzianella di roccia
- Draba fladuizensis  (Cruciferae) - Draba
- Androsace alpina  (Primulaceae) - Androsace alpina
- Achillea atrata  (Asteraceae)

### Crittogame
Oltre l'orizzonte delle Tallofite la presenza di Fanerogame rapidamente scema e si arresta, lasciando il passo alle più resistenti crittogame, costituite in massima parte da licheni e muschi.
I licheni, in numero maggiore, giungono sino alle zone cacuminali e alle cime più elevate.
- Buellia leptolepis
- Ceratocarpus anzianus
- Cetraria aculeata
- Cetraria tristis
- Gyrophora anthracina
- Gyrophora cylindrica
- Gyrophora proboscidea
- Haematomma ventosum
- Lecanora polytropa
- Parmelia encausta
- Stereocaulon alpinum
- Rhizocarpon geographicum - Lichene geografico (così chiamato perché disegna immaginarie carte geografiche giallo-pallide sulle superfici rocciose dove si insedia)
- Umbilicaria virginis (endemica della Jungfrau)

I muschi (prevalentemente epilitici a queste quote) sono meno numerosi, e fra essi prevalgono le specie del genere Grimmia, dai caratteristici cuscinetti grigio scuro:
- Grimmia sessitana
- Grimmia incurva
- Grimmia pulvitana
- Polytrichum sp.

Meno frequente, ma non trascurabile, la presenza di altre specie:
- Andraea rupestris
- Barbuta bicolor
- Dicranoweisia crispula atrata
- Hypnum vaucheri
- Hypnum dolomiticum
- Rocomitrium lanuginosum

## Galleria d'immagini

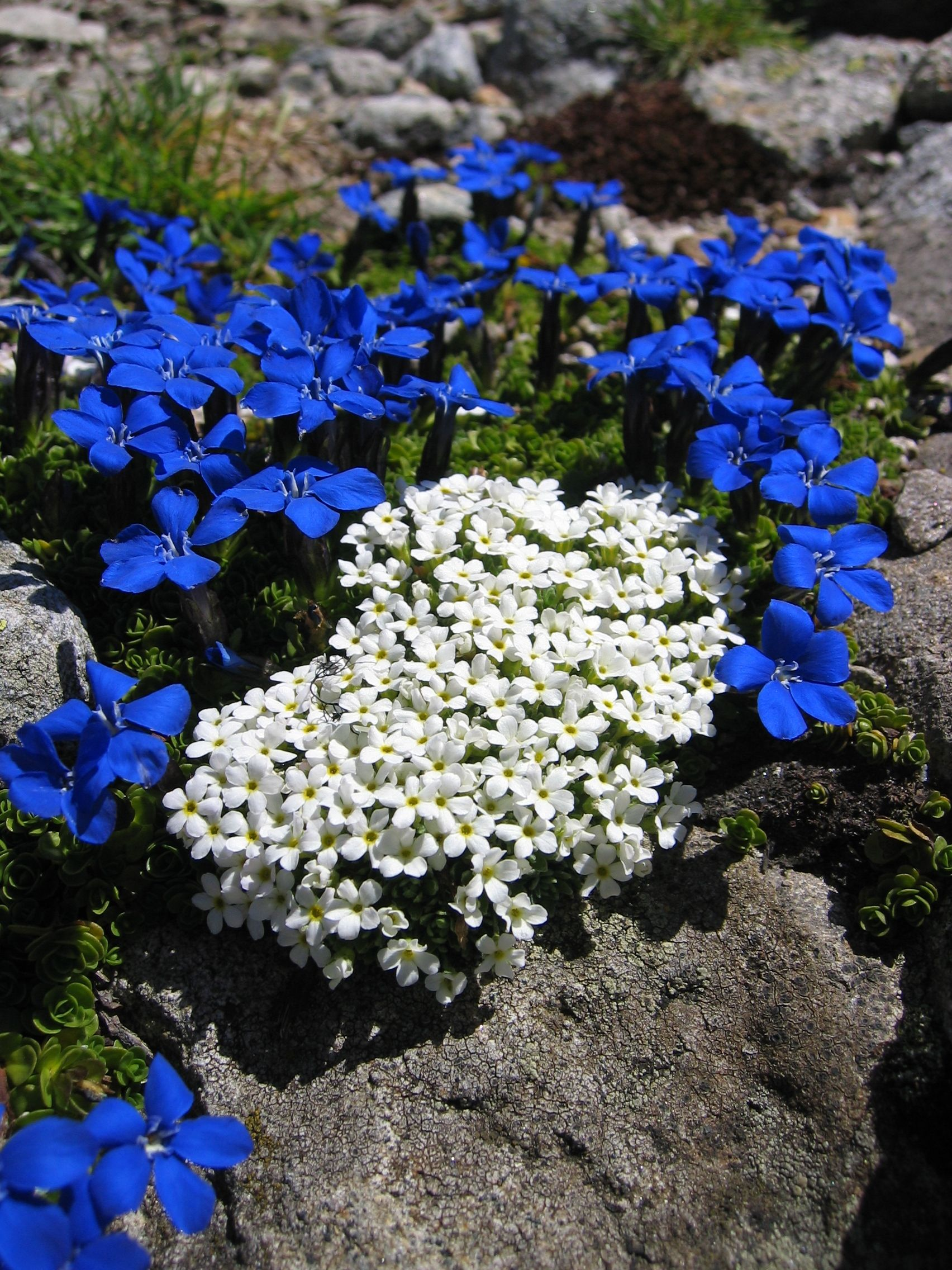
Androsace alpina e Genziana bavarica
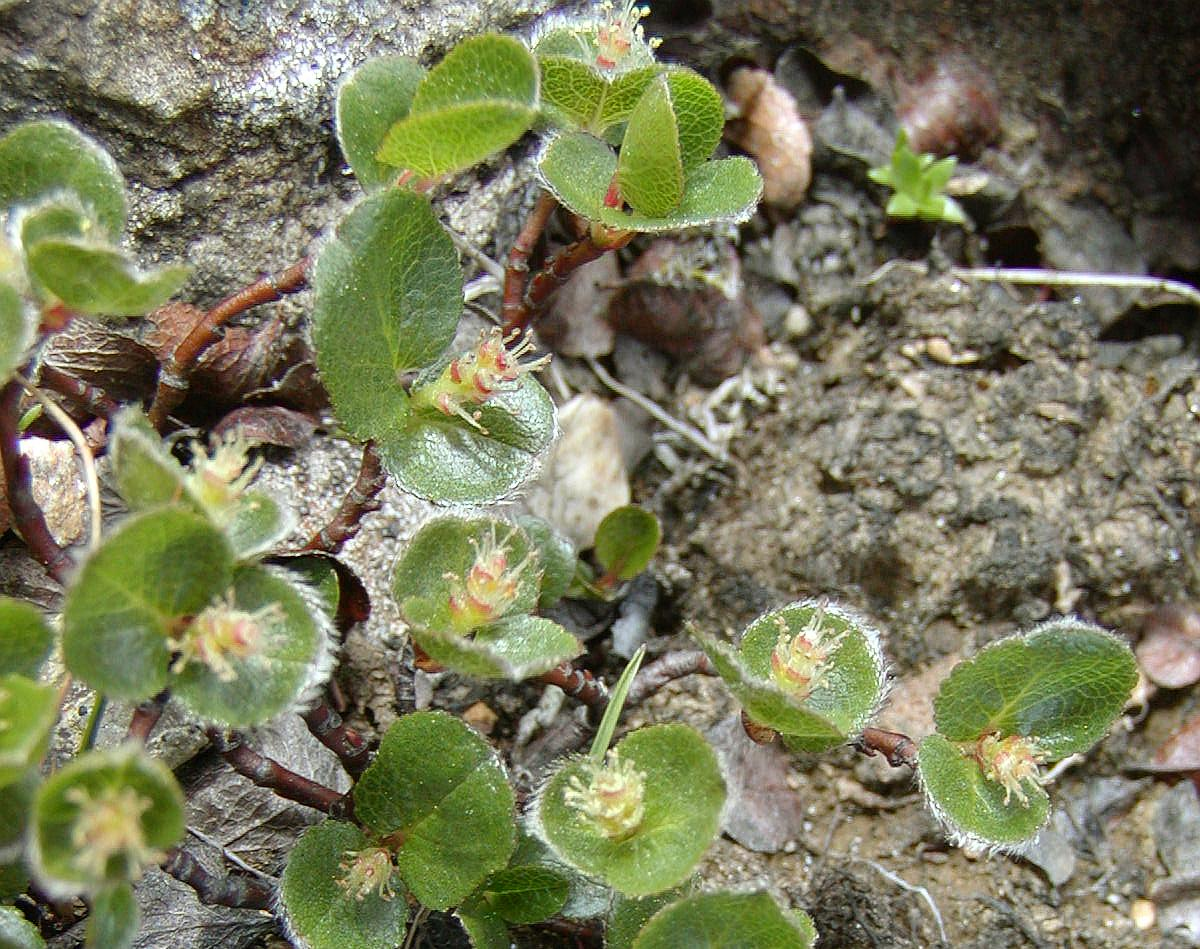
Salice nano
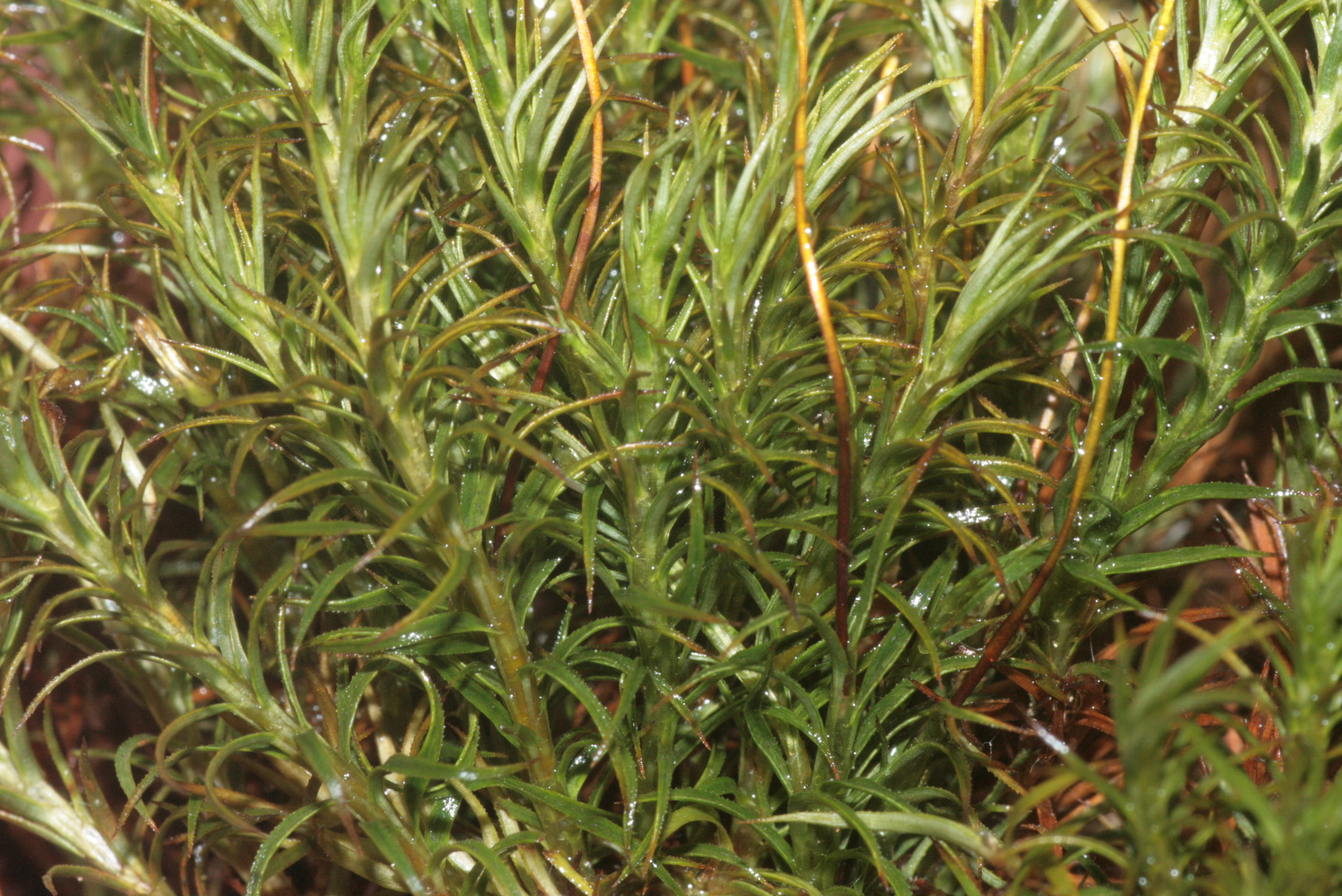
Politrico alpino
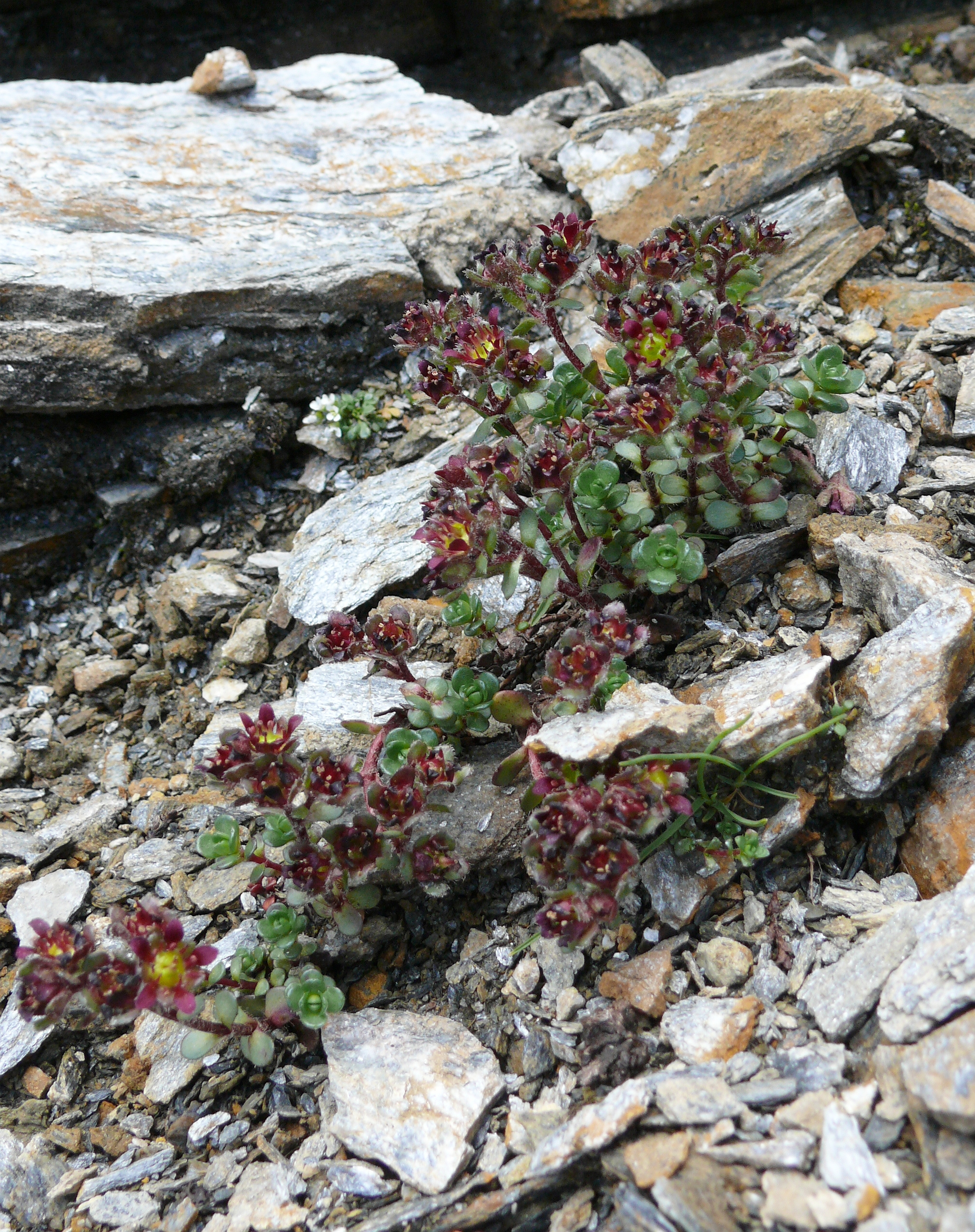
Sassifraga biflora
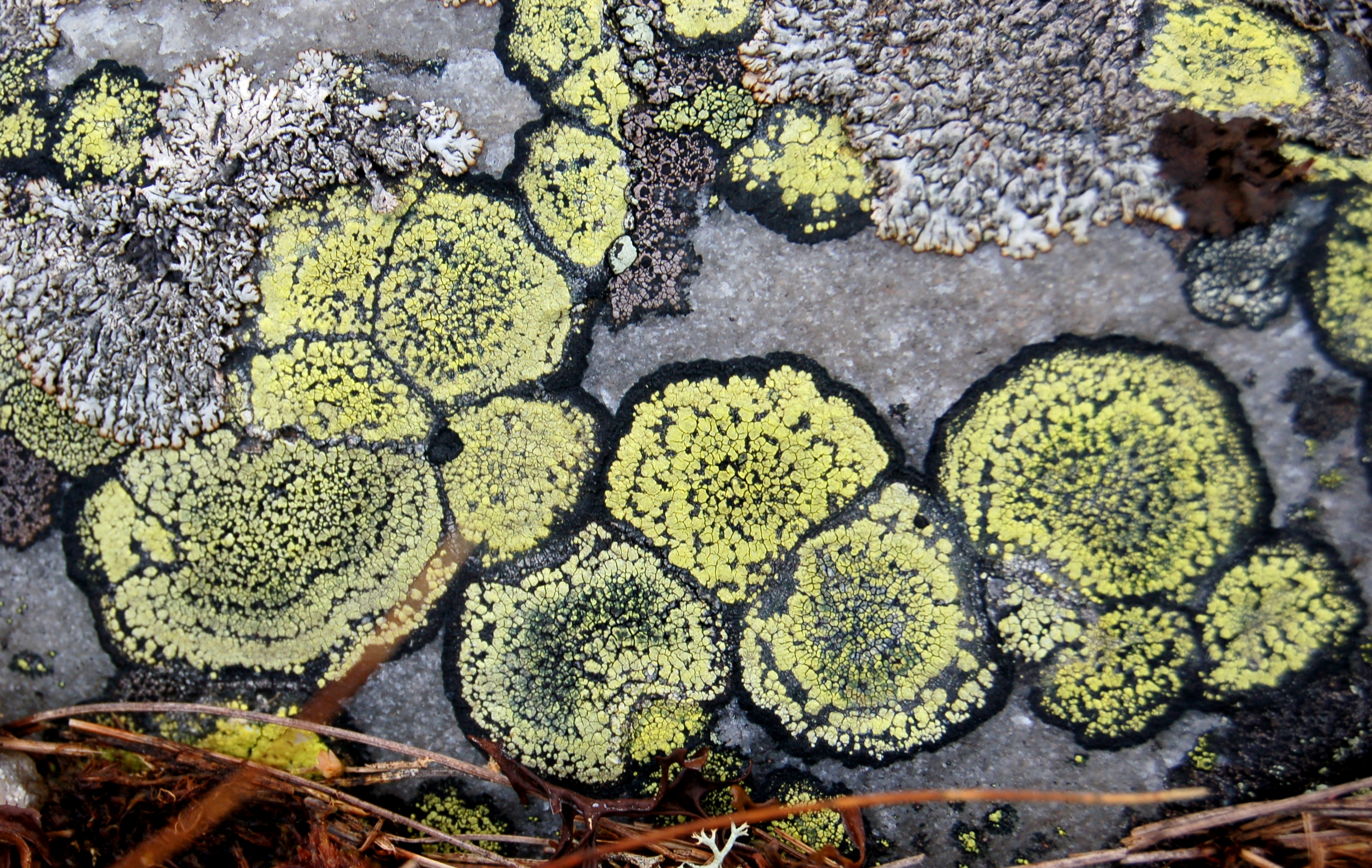
Lichene geografico
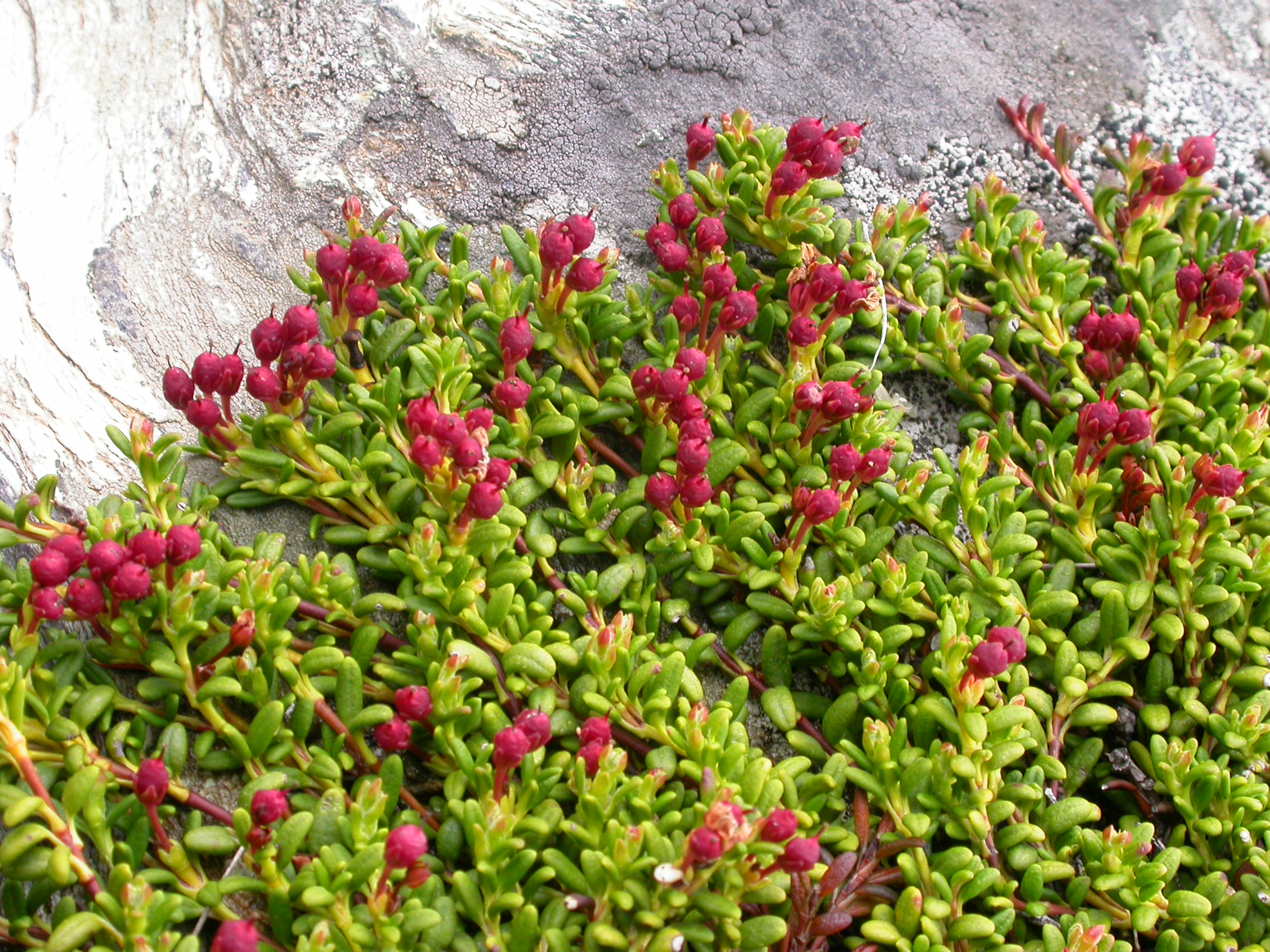
Loiseleuria o Azalea alpina
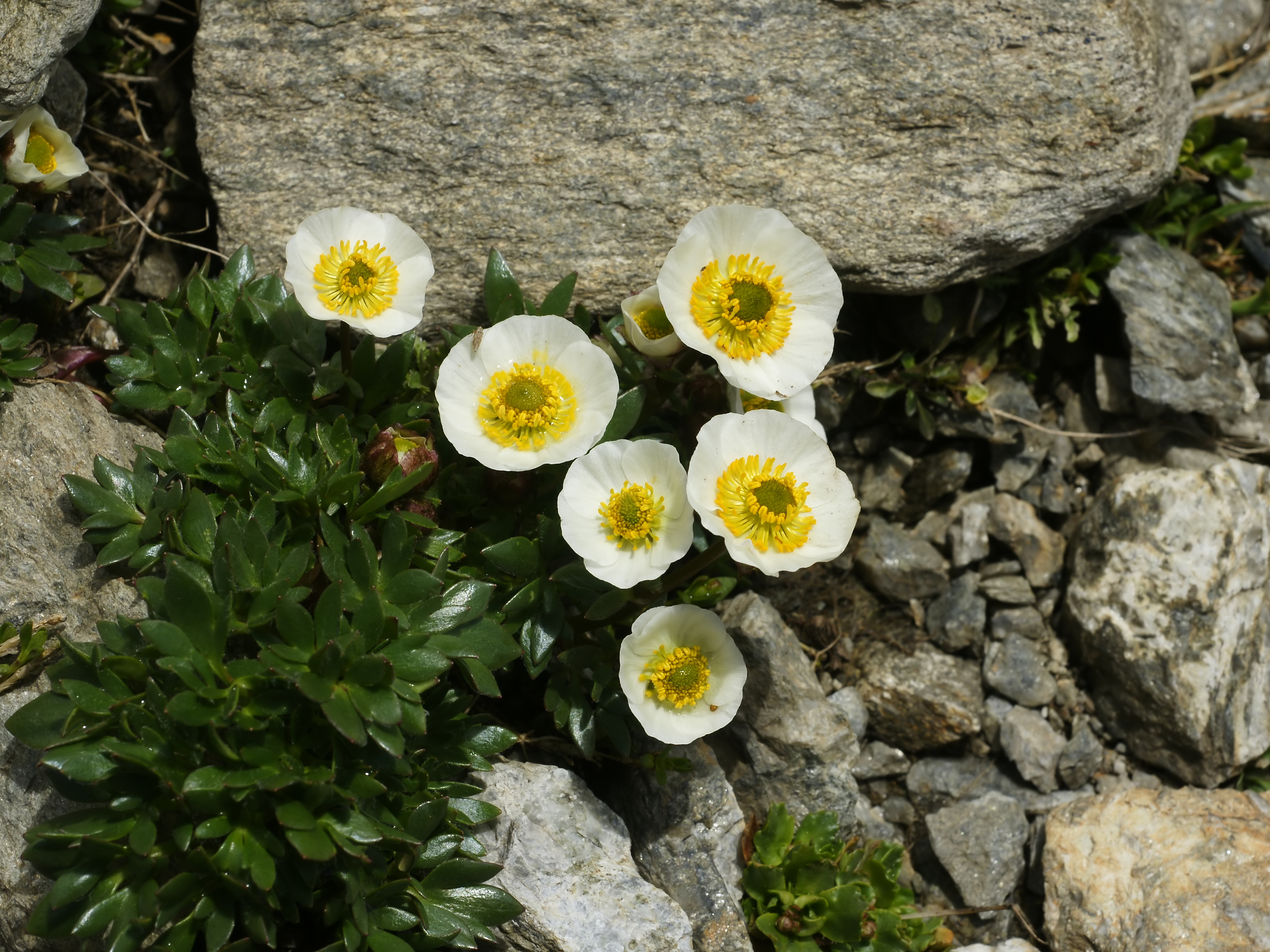
Ranuncolo dei ghiacciai
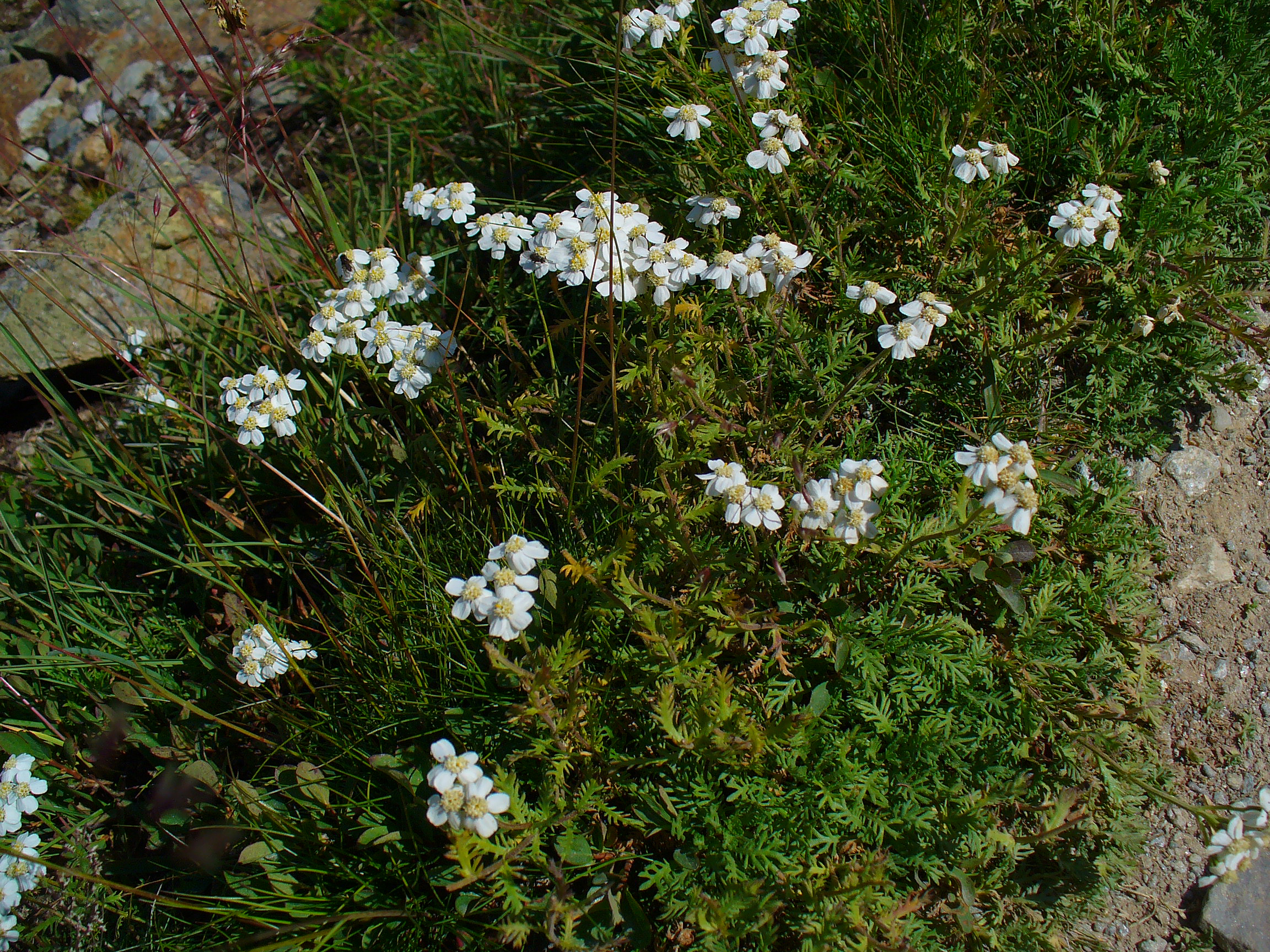
Achillea atrata
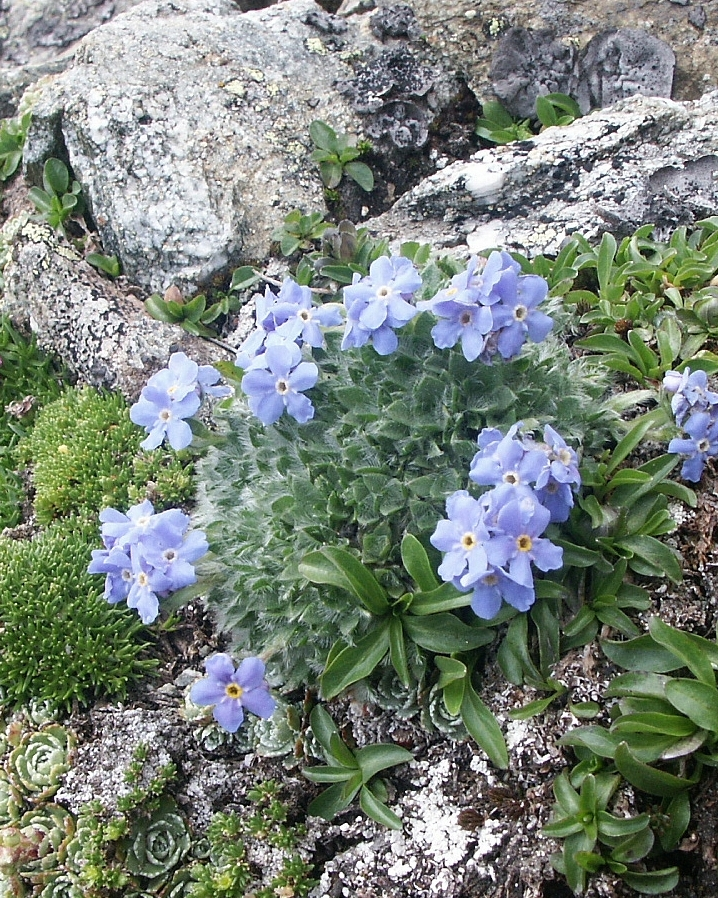
Non-ti-scordar-di-me alpino
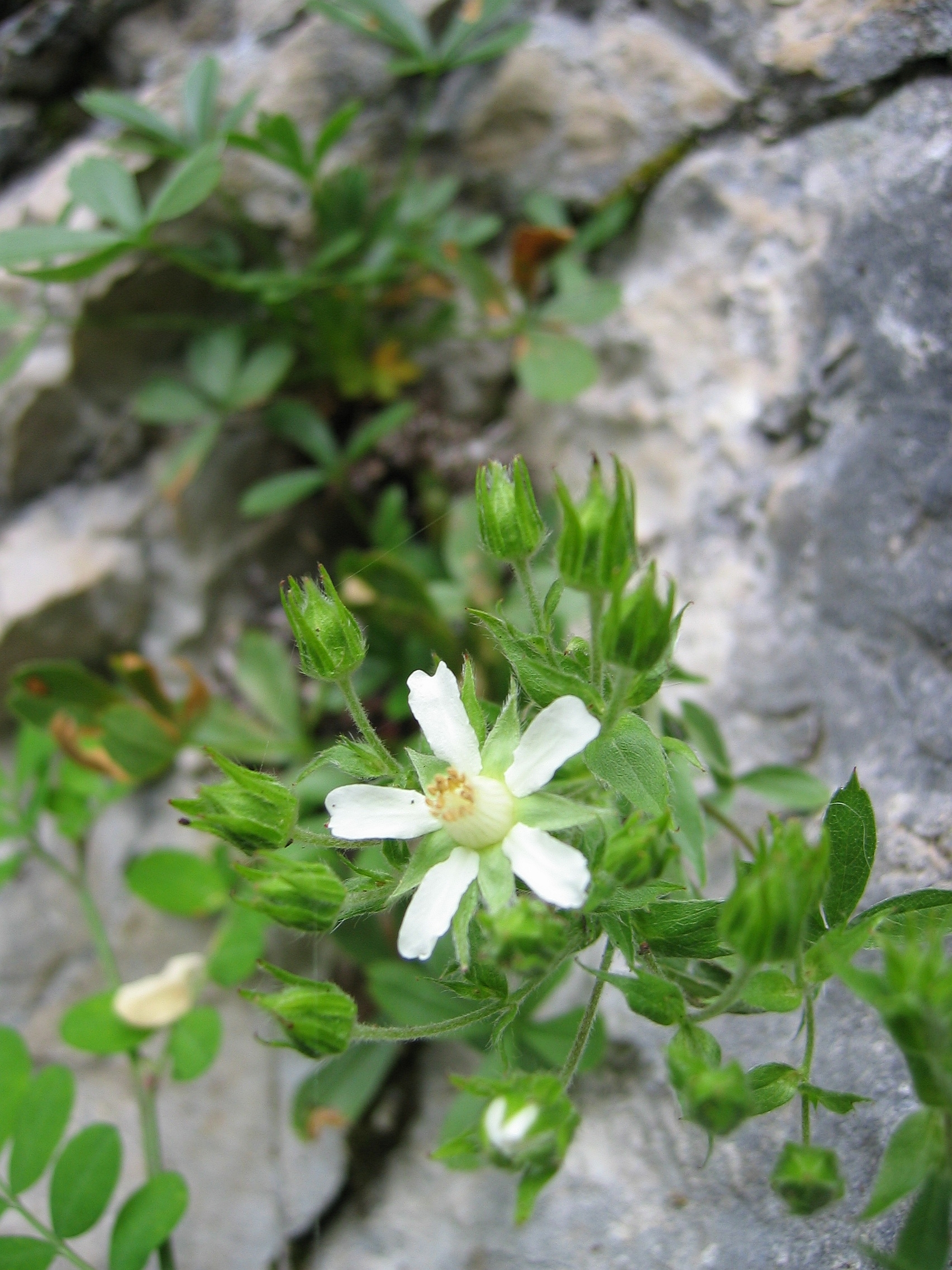
Potentilla o Cinquefoglie
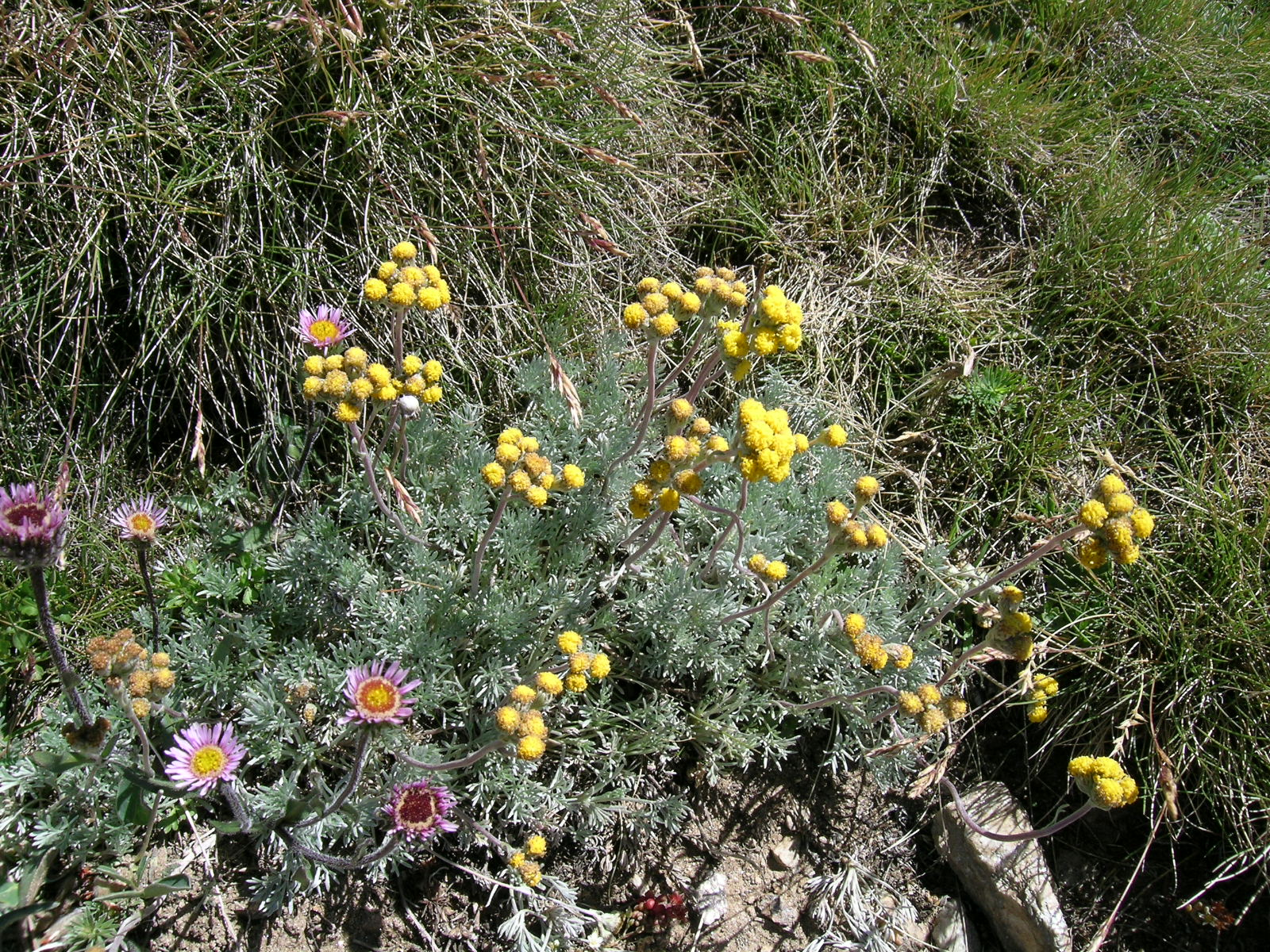
Genepi
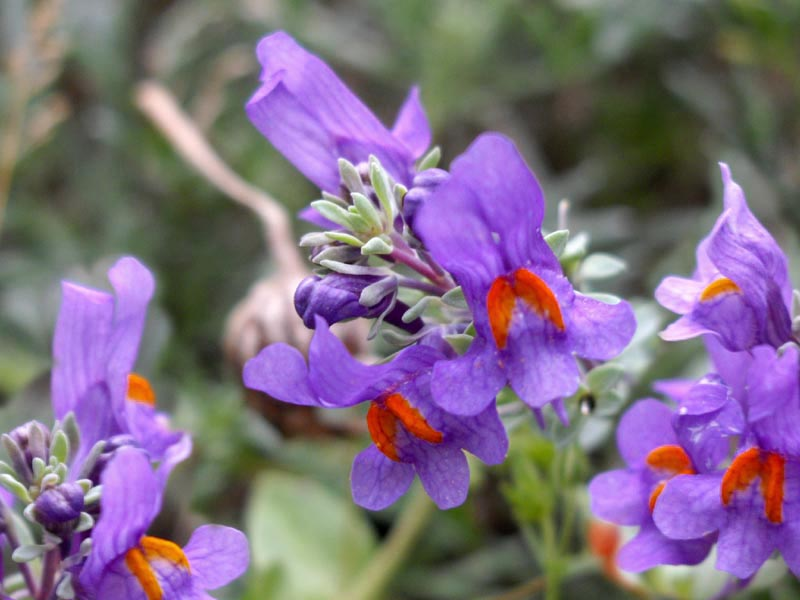
Linaria alpina

## Studiosi della flora alto-alpina
Botanici e naturalisti si sono dedicati allo studio della flora alpina e in particolare delle forme di vegetazione d'alta quota, specie nel XVIII e XIX secolo. Fra di essi il generale svizzero Guillaume-Henri Dufour, che realizzò la cartografia del territorio elvetico e al quale è intitolata la cima del Monte Rosa.
- Linneo (Råshult, 1707 - Uppsala, 1778)
- Horace-Bénédict de Saussure (Ginevra, 1740 - Ginevra, 1799)
- Jean-Louis-Auguste Loiseleur Deslongchamps (Dreux, 1774 - Parigi, 1849)
- Augustin Pyrame de Candolle (Ginevra, 1778 - 1841)
- Johan Martin Christian Lange (Odstedgaard, 1818 - Copenaghen, 1898)
- Joseph Schröter (Patschkau, 1837 - Breslavia, 1894)
- Josias Braun-Blanquet (Coira, 1884 - Montpellier, 1980)
- Luigi Fenaroli (Milano, 1899 - Bergamo, 1980)
- Heinz Ellenberg (Amburgo, 1913 - Gottinga, 1997)
- Valerio Giacomini (Fagagna, 1914 - Roma, 1981)
- Walter Larcher (Kitzbühel, 1929)
- Herbert Reisigl (Innsbruck, 1929)
- Luigi Vaccari
- C.Cappelletti
- Nino Arietti